# 多花荆芥
多花荆芥（学名：Nepeta stewartiana）为唇形科荆芥属下的一个种。

## 扩展阅读
維基物種上的相關：多花荆芥